# Dżamała
Dżamała, Jamala (ukr. Джамала; krymskotat. Camala), właśc. Susana Alimiwna Dżamaładinowa (ukr. Сусана Алімівна Джамаладінова, krymskotat. Susana Camaladinova; ur. 27 sierpnia 1983 w Oszu) – ukraińska piosenkarka, aktorka i autorka tekstów narodowości krymskotatarskiej, której skalę głosu ocenia się na cztery oktawy. Zwyciężczyni 61. Konkursu Piosenki Eurowizji (2016).

## Życiorys
Urodziła się w Kirgistanie, dokąd część jej przodków została wysiedlona w trakcie rządów Stalina. Po odzyskaniu niepodległości przez Ukrainę jej rodzina powróciła na Krym. Zarówno Dżamała, jak jej krymskotatarski ojciec są muzułmanami, a matka jest chrześcijanką pochodzenia ormiańskiego. Muzyką interesowała się od dzieciństwa. W wieku 10 lat po raz pierwszy wzięła udział w profesjonalnej sesji nagraniowej, podczas której, wraz z dwanaściorgiem innych dzieci, nagrała kilka folkowych krymskotatarskich piosenek. Po ukończeniu nauki w klasie fortepianu w szkole muzycznej w rodzinnej Ałuszcie, rozpoczęła naukę w Liceum Muzycznym im. Piotra Czajkowskiego w Symferopolu, potem została studentką Narodowej Akademii Muzycznej w Kijowie w klasie śpiewu operowego.
Podczas studiów planowała skupić się na rozwijaniu kariery w kierunku muzyki klasycznej, ostatecznie zaczęła tworzyć muzykę jazzową i folkową. Podczas studiów często brała udział w widowiskach przygotowywanych przez kijowskie organizacje kulturalne dla Tatarów krymskich. Mając 15 lat, zadebiutowała na profesjonalnej scenie muzycznej. W ciągu kolejnych lat brała udział w wielu konkursach wokalnych organizowanych na Ukrainie, w Rosji i krajach Europy. W 2001 została solistką kwintetu wokalnego Beauty Band. W 2006 zdobyła wyróżnienie na festiwalu jazzowym Dо#Dj Junior. W trakcie występu została zauważona m. in. przez choreografkę Ołenę Koladenko, która zaproponowała jej główną rolę w musicalu Pas wystawianym przez jej balet o nazwie Freedom.
Latem 2009 wzięła udział w Międzynarodowym Festiwalu Muzycznym „Nowa Fala” organizowanym w Jurmale, który ostatecznie wygrała, remisując z Sandhym Sondoro z Indonezji. Po udziale w konkursie zaczęła występować na wielu koncertach w całej Europie. W tym czasie występowała także w wielu ukraińskich programach telewizyjnych, w tym m. in. podczas ceremonii wręczenia nagród „TV Triumph 2009”, podczas koncertu „One Night Only” organizowanego w hołdzie Michaelowi Jacksonowi, a także w świątecznym widowisku Christmas Celebration with Ałła Pugaczowa. Zagrała także główną rolę w operze Godzina hiszpańska Maurice’a Ravela, Cherubina w Weselu Figara oraz Violettę w Traviacie. Ponadto, została uznana „odkryciem roku” przez magazyn „Cosmopolitan” i „piosenkarką roku” przez czasopismo „Elle Style”.

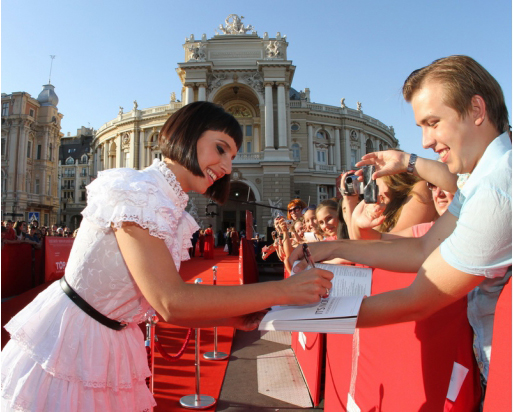
Dżamała na Międzynarodowym Festiwalu Filmowym w Odessie (2012)

Na początku 2011 z piosenką „Smile” wzięła udział w ukraińskich eliminacjach do 56. Konkursu Piosenki Eurowizji. Zajęła trzecie miejsce w finale z wynikiem 17,2% głosów telewidzów, przegrywając z Miką Newton oraz Złatą Ogniewicz. Z powodu podejrzeń o zmanipulowanie wyników rozważano zorganizowanie nowego finału z udziałem trzech wokalistek, jednak Dżamała odmówiła, tłumacząc swoją decyzję możliwością ponownego sfałszowania wyników głosowania. W tym samym roku wydała swój debiutancki album studyjny pt. For Every Heart. Na początku grudnia wystąpiła podczas ceremonii losowania półfinałów podczas Mistrzostw Europy w Piłce Nożnej 2012.

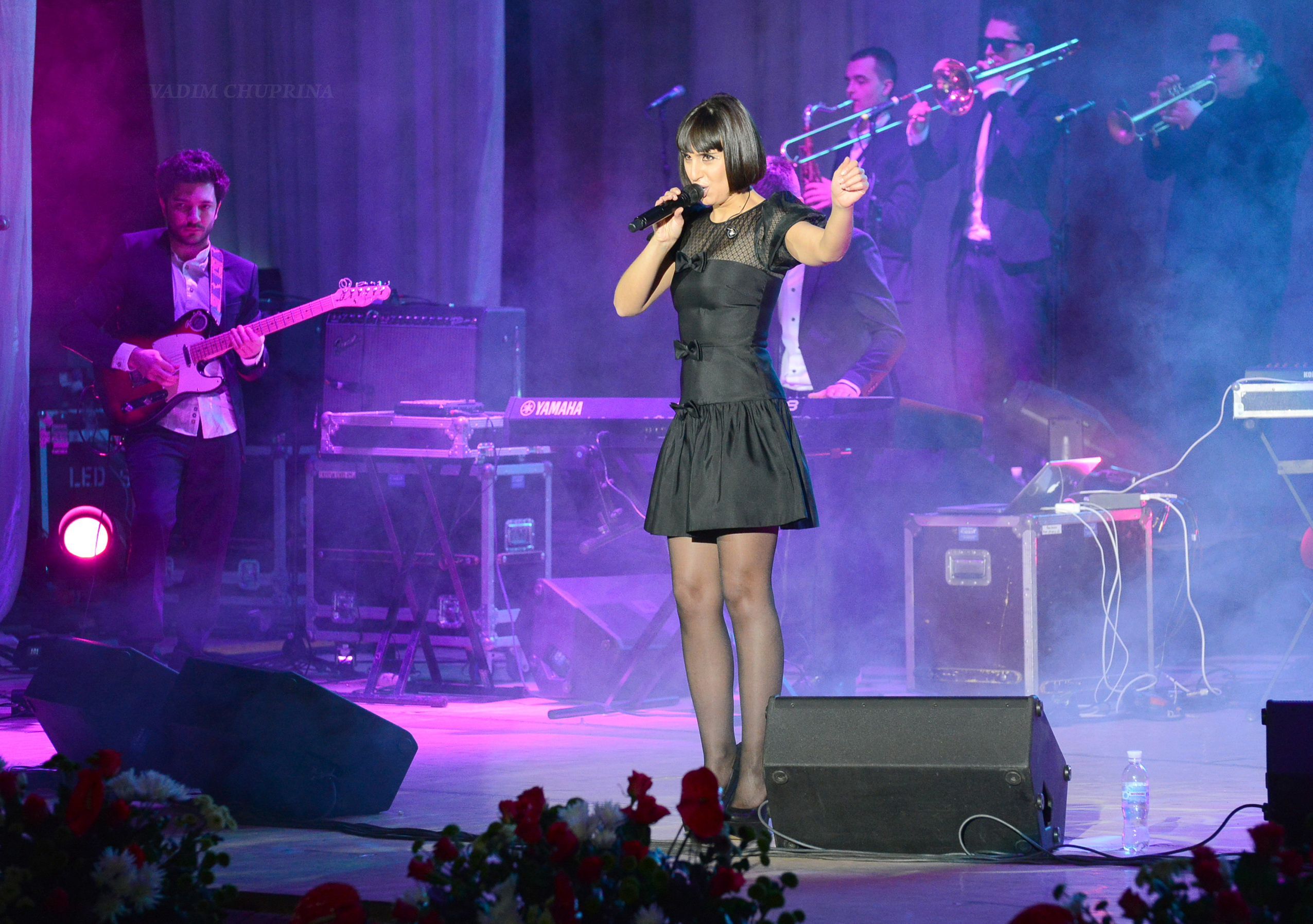
Dżamała podczas koncertu (2013)

W 2012 wydała dwupłytowe wydawnictwo koncertowe (CD+DVD) pt. For Every Heart. Live at Arena Concert Plaza. W 2013 wydała drugi album studyjny pt. All or Nothing, a na początku października zaśpiewała hymn Ukrainy podczas walki bokserskiej między Wołodymyrem Kłyczką a Aleksandrem Powietkinem. W 2014 zagrała Olgę, aktorkę i nauczycielkę języka angielskiego w filmie Przewodnik. 5 lipca 2015 wystąpiła na koncercie Lato Zet i Dwójki w Słubicach.

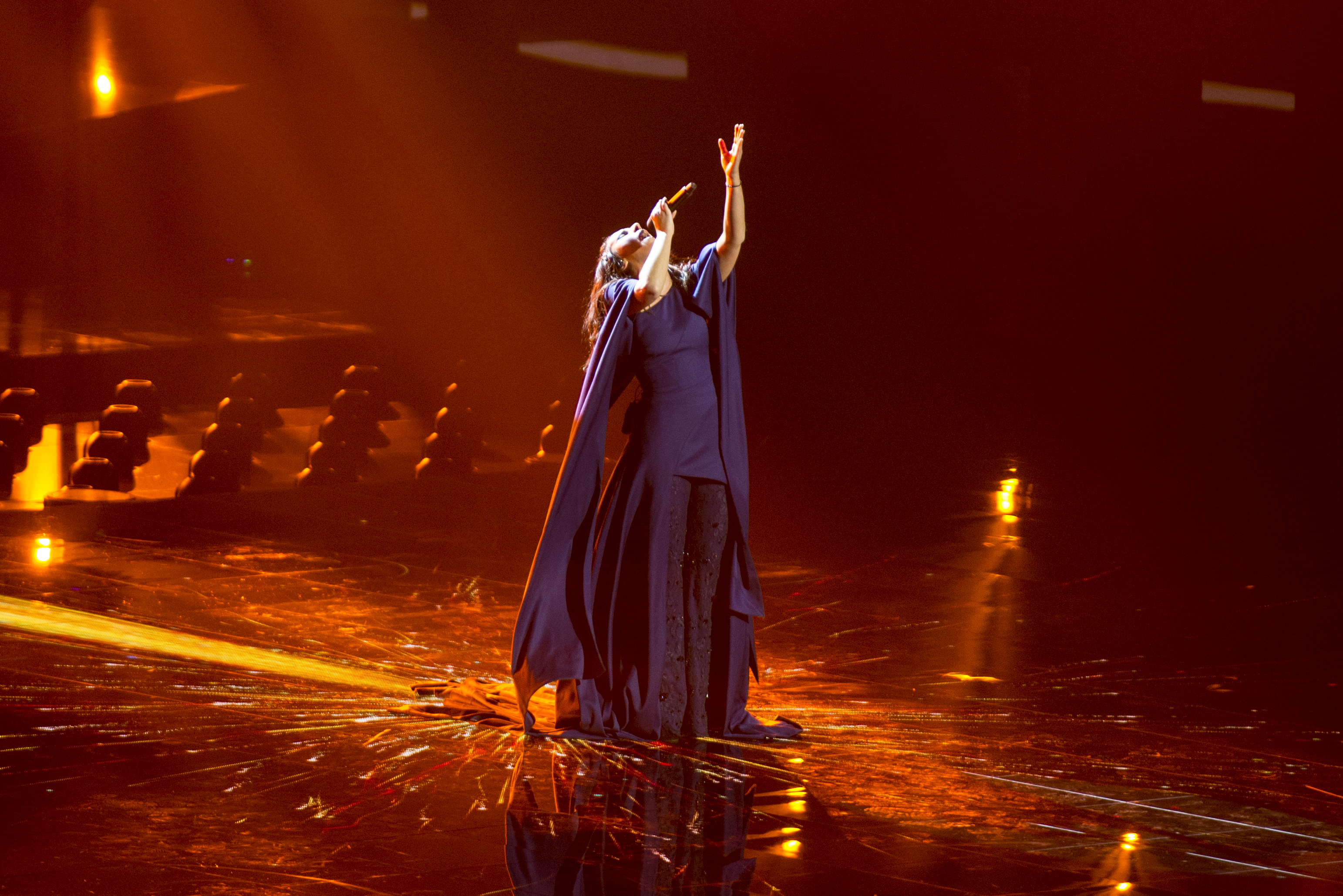
Dżamała podczas 61. Konkursu Piosenki Eurowizji w Sztokholmie (2016)

W 2016 wzięła udział w ukraińskich eliminacjach eurowizyjnych z utworem „1944”, w którym poruszyła temat deportacji Tatarów krymskich w 1944. 6 lutego wystąpiła w pierwszym półfinale selekcji i awansowała do finału rozgrywanego 21 lutego. Zajęła w nim pierwsze miejsce po zdobyciu łącznie 11 punktów (5 pkt od jurorów oraz 6 pkt od telewidzów, którzy oddali na nią największą liczbę głosów), zostając reprezentantką Ukrainy w 61. Konkursie Piosenki Eurowizji organizowanym w Sztokholmie. 12 maja wystąpiła w drugim półfinale konkursu i z drugiego miejsca awansowała do finału, który wygrała po zdobyciu łącznie 534 punktów, w tym 323 pkt od telewidzów oraz 211 pkt od jurorów. 16 maja odebrała tytuł Ludowego Artysty Ukrainy, który został jej nadany przez prezydenta Ukrainy, Petra Poroszenkę.
W 2017 została ambasadorką marki kosmetycznej Oriflame i twarzą kampanii „Plus na kartę” polskiej sieci komórkowej Plus. W maju Ukrposzta udostępniła do sprzedaży znaczki pocztowe z wizerunkiem Jamali. 13 maja piosenkarka wystąpiła jako gość muzyczny w finale 62. Konkursu Piosenki Eurowizji w Kijowie; zaśpiewała piosenki „1944” i „Zamanyly”, a także premierowo utwór „I Believe in U”, do którego 16 maja wydała oficjalny teledysk w reżyserii Ihora Stekolenki. Również w 2017 i 2018 roku została trenerką w siódmej i ósmej edycji programu Hołos krajiny. W 2018 i 2019 była jurorką podczas ukraińskich eliminacji do Konkursu Piosenki Eurowizji. W kwietniu 2020 wystąpiła w drugim odcinku projektu Eurovision Home Concerts. W czerwcu 2021 wystąpiła z Sylwią Grzeszczak podczas emitowanego przez TVP2 festiwalu Europejski Stadion Kultury w Rzeszowie. Jesienią 2021 uczestniczyła w ósmej edycji programu 1+1 Tanci z zirkamy.
Od początku inwazji Rosji na Ukrainę angażuje się w nagłaśnianie trudnej sytuacji Ukraińców, w tym celu m.in. wystąpiła w Polsce podczas koncertu „Save Ukraine – #StopWar”, na gali rozdania nagród Wiktory i podczas finału wyborów Mister Supranational 2022, ponadto uczestniczyła w 13. edycji polskiego programu Dancing with the Stars. Taniec z gwiazdami, a w trakcie udziału w programie wraz z Fundacją Polsat promowała zbiórkę pieniędzy na rzecz ofiar wojny na Ukrainie; jej partnerem w programie był Jacek Jeschke, z którym odpadła w szóstym odcinku, zajmując szóste miejsce.

## Życie prywatne
26 kwietnia 2017 wyszła za Sejta-Bekira Sulejmanowa. Mają trzech synów: Emira-Rachmana (ur. 27 marca 2018), Selima-Giraja (ur. 19 czerwca 2020) oraz Alima Sejta-Bekira (ur. 24 maja 2024).

## Dyskografia
Albumy studyjne
- For Every Heart (2011)
- All or Nothing (2013)
- Podyh (2015)
- 1944 (2016)
- Kryla (2018)

Albumy koncertowe
- For Every Heart. Live at Arena Concert Plaza (2012)

Minialbumy
- Thank You (2014)

Single
| Rok  | Tytuł                             | Album           |
| ---- | --------------------------------- | --------------- |
| 2010 | „You Are Made Of Love”            | For Every Heart |
| 2010 | „It’s Me, Jamala”                 | For Every Heart |
| 2010 | „Smile”                           | For Every Heart |
| 2012 | „Ja ljubljo tebja” (Я люблю тебя) | All or Nothing  |
| 2012 | „Hurt”                            | All or Nothing  |
| 2013 | „Kaktus” (Кактус)                 | All or Nothing  |
| 2014 | „Zapłutalaś” (Заплуталась)        | Thank You       |
| 2014 | „Złyba” (Злива)                   | –               |
| 2014 | „Czomu?” (Чому?)                  | –               |
| 2015 | „Oczyma” (Очима)                  | Podyh           |
| 2015 | „Szłjah dodomu” (Шлях додому)     | Podyh           |
| 2015 | „Podyh” (Подих)                   | Podyh           |
| 2016 | „1944”                            | 1944            |
| 2016 | „Zamanyły” (Заманили)             | –               |
| 2017 | „I Believe in U”                  | Kryla           |
| 2017 | „Sumuju” (Сумую)                  | Kryla           |
| 2018 | „Kryla” (Крила)                   | Kryla           |
| 2018 | „The Great Pretender”             | Kryla           |
| 2018 | „Самға”                           | –               |
| 2019 | „Solo”                            | –               |

## Teledyski
| Rok  | Utwór                              | Reżyseria         |
| ---- | ---------------------------------- | ----------------- |
| 2009 | „History Repeating” (ang.)         | Ałan Badojew      |
| 2010 | „You’re Made of Love” (ang., ros.) | Kateryna Caryk    |
| 2010 | „It’s Me, Jamala” (ang., ukr.)     | Charley Stadler   |
| 2011 | „Smile”                            | Maksym Ksionda    |
| 2011 | „Find Me”                          | John X Carey      |
| 2012 | „Ja lublu tebia” (ros.)            | Serhij Sarachanow |
| 2013 | „Кактус” (ros.)                    | Dienis Zacharow   |
| 2013 | „All These Simple Things”          | Ołeksandr Miłow   |
| 2013 | „Depends on You” (ang., ros.)      | Viktor Vilks      |
| 2014 | „Czomu kwity majut oczi?” (ukr.)   | Ołeś Sanin        |
| 2015 | „Zapłutalas” (ukr.)                | Anatolij Sacziwko |

## Filmografia
| Rok  | Tytuł                   | Rola      |
| ---- | ----------------------- | --------- |
| 2014 | Przewodnik              | Olga      |
| 2014 | Alisa w stranie czudies | gąsienica |